# Новопокровское сельское поселение (Омская область)
Новопокровское сельское поселение — сельское поселение в Горьковском районе Омской области.
Административный центр — село Новопокровка.

## География
От райцентра р.п. Горьковское поселение находится на расстоянии 56 км. С райцентром и г. Омском поселение связывают дороги с твёрдым покрытием. Дороги до деревни Саратово (10 км.) и д. Богданово (5 км.) грунтовые. Из 9 улиц с. Новопокровка 3 улицы имеют дороги с твёрдым покрытием.
Поселение находится в северной лесостепи на берегу р. Иртыш. В пойме р. Иртыш имеется озеро «Саратовское», площадью — 30 га.
Площадь сельского поселения составляет — 19442 га.
Водоснабжение поселения осуществляется за счёт колодцев, подземных скважин в количестве 5 штук. На балансе Администрации имеется водопровод, протяжённостью 10,5 км.
Основными природными ресурсами поселения являются почвы. Из 19442 га. — 17323 га. земли сельскохозяйственного назначения, что позволяет на территории поселения выращивать зерновых культуры и развивать животноводство.
Лесной фонд — 18,9 % площади поселения, общий запас древесины — 90.2 тыс. куб. м. Промышленная заготовка и переработка древесины на территории поселения не ведётся.

## Административное деление
| статус  | населённый пункт | год основания |
| ------- | ---------------- | ------------- |
| село    | Новопокро́вка     | 1891          |
| деревня | Богда́ново        | 1772          |
| деревня | Сара́тово         | 1768          |

## Население
Национальный состав населения по переписи 2002 года:
- Русские — 85 %
- Украинцы — 0,5 %
- Казахи — 3 %
- Немцы — 1,5 %
- Татары — 5 %
- Другие — 5 %

Население поселения на 1 января 2010 года составляет 1.48 тыс. человек.
- село Новопокровка — 997 человек;
- деревня Богданово — 329 человека;
- деревня Саратово — 155 человек.

## Инфраструктура
Социальная сфера представлена учреждениями социально-культурного назначения.
Протяжённость дорог составляет 22 км, из них дорог с твёрдым покрытием — 46 % (10 км.).
На территории поселения зарегистрировано ООО «Горьковский топсбыт» — занимающееся снабжением углём населения и бюджетные организации.